# Cusco quíchua
Cusco Quechua é um dialeto da língua Quíchua Sul falada na cidade de Cusco da região de mesmo nome), Peru. Trata-se da variedade do Quíchua usada pela “Academia Mayor de la Lengua Quechua” de Cusco, a qual dá preferência ao alfabeto latino do Espanhol com cinco vogais Por outro lado, o alfabeto considerado oficial pelo Ministério da Educação do Peru tem somente três vogais.